# Polynôme de Bateman
Pour les articles homonymes, voir Bateman.
En mathématiques, les polynômes de Bateman constituent une famille de polynômes remarquables, étudiée par le mathématicien anglais Harry Bateman,. Initialement introduits en rapport avec l'étude des fonctions hypergéométriques, ces polynômes constituent une famille orthogonale et à ce titre sont liés à d'autres familles telles les polynômes de Legendre, de Jacobi, de Bernstein, etc. ,, Ils apparaissent naturellement dans plusieurs contextes, tels que l'étude des solutions des équations aux dérivées partielles dans des contextes symétriques.

## Définition
Bateman définit initialement les polynômes {\displaystyle F_{n}} en termes de la fonction hypergéométrique et d'une série génératrice :
{\displaystyle (1-t)^{z}F\left({\frac {1+z}{2}},{\frac {1+z}{2}},1;t^{2}\right)=\sum _{n=0}^{\infty }t^{n}F_{n}(z)}Une définition équivalente à partir de la fonction hypergéométrique généralisée est :
{\displaystyle F_{n}(z)={}_{3}F_{2}\left({\begin{array}{c}-n,~n+1,~{\tfrac {1}{2}}(z+1)\\1,~1\end{array}};1\right)}
Bateman montre également que ces polynômes satisfont à une relation de récurrence : {\displaystyle (n+1)^{2}F_{n+1}(z)=-(2n+1)zF_{n}(z)+n^{2}F_{n-1}(z)}, avec {\displaystyle F_{0}(z)=1,F_{1}(z)=-z}. En particulier, cette relation établit que le degré de {\displaystyle F_{n}}est exactement {\displaystyle n}. 

## Relations aux autres familles et généralisation
Carlitz a montré qu'à un changement de variable près, les polynômes de Bateman coïncident avec les polynômes de Touchard :
{\displaystyle Q_{n}(x)=(-1)^{n}2^{n}n!{\binom {2n}{n}}^{-1}F_{n}(2x+1)}
Une caractérisation des polynômes de Bateman à partir des polynômes de Legendre {\displaystyle P_{n}} et des fonctions hyperboliques est donnée par la relation :
{\displaystyle F_{n}\left({\frac {\mathrm {d} }{\mathrm {d} x}}\right)\operatorname {sech} (x)=\operatorname {sech} (x)P_{n}(\tanh(x))}où on interprète le membre de gauche comme un opérateur pseudo-différentiel. Cette dernière écriture se prête naturellement à une généralisation, due à Pasternack, à savoir :{\displaystyle F_{n}^{(m)}\left({\frac {\mathrm {d} }{\mathrm {d} x}}\right)\operatorname {sech} ^{m+1}(x)=\operatorname {sech} ^{m+1}(x)P_{n}(\tanh(x))}
qui possède également une écriture à partir de la fonction hypergéométrique généralisée,, pour tout {\displaystyle m\in \mathbb {C} \setminus \{-1\}}, une relation de récurrence analogue à {\displaystyle F_{n}}, et qui forme encore une famille orthogonale,,.
Enfin, les polynômes de Bateman peuvent être exprimés en fonction des polynômes de Hahn,, {\displaystyle p_{n}}(ou des polynômes de Wilson, qui les généralisent) après changement de variable, précisément {\displaystyle p_{n}\left(x;{\tfrac {1}{2}},{\tfrac {1}{2}},{\tfrac {1}{2}},{\tfrac {1}{2}}\right)=\mathrm {i} ^{n}n!F_{n}\left(2\mathrm {i} x\right)}.

## Propriétés remarquables
Les polynômes de Bateman forment une famille orthogonale, pour le produit scalaire défini ainsi :
{\displaystyle \langle F_{n},F_{m}\rangle =\int _{-\infty }^{\infty }F_{m}(\mathrm {i} x)F_{n}(\mathrm {i} x)\operatorname {sech} ^{2}\left({\frac {\pi x}{2}}\right)\,\mathrm {d} x={\frac {4(-1)^{n}}{\pi (2n+1)}}\delta _{m,n}}
où {\displaystyle \delta _{m,n}}est la fonction de Kronecker. En particulier, il ne s'agit pas de polynômes orthonormés, mais on peut poser {\displaystyle B_{n}(z)=2\mathrm {i} ^{n}F_{n}(\mathrm {i} z)/{\sqrt {\pi (2n+1)}}}qui vérifient {\displaystyle \langle B_{n},B_{m}\rangle =\delta _{m,n}}, les « polynômes de Bateman normalisés ».

## Premiers polynômes de la famille
On obtient les premiers polynômes de la famille en itérant la relation de récurrence, à partir des deux premières valeurs {\displaystyle F_{0}(z)=1,F_{1}(z)=-z}. Ainsi :
{\displaystyle {\begin{aligned}F_{2}(x)&={\frac {1}{4}}+{\frac {3}{4}}x^{2}\\F_{3}(x)&=-{\frac {7}{12}}x-{\frac {5}{12}}x^{3}\\F_{4}(x)&={\frac {9}{64}}+{\frac {65}{96}}x^{2}+{\frac {35}{192}}x^{4}\\F_{5}(x)&={-{\frac {407}{960}}}x-{\frac {49}{96}}x^{3}-{\frac {21}{320}}x^{5}\end{aligned}}}